# Parava
Parava is een Roemeense gemeente in het district Bacău.
Parava telt 3464 inwoners.